# Франсиско Диего Паскуаль де Борха-и-Сентельес Дориа-и-Каррето
Франсиско Диего де Борха-и-Дориа (исп. Francisco Diego de Borja y Doria; 9 марта 1596, Гандия — 12 октября 1664, Гандия) — испанский дворянин, 8-й герцог Гандия, 8-й маркиз де Ломбай и 8-й граф де Олива.

## Биография
Он родился в герцогском дворце Гандии 9 марта 1596 года и был крещен в своей часовне 14 числа того же месяца Хуаном де Риберой, архиепископом Валенсии, его крестными родителями были Алонсо де Борха и Беатрис де Борха, сеньора баронства Виллалонга и Кастельново. Единственный сын Карлоса Франсиско де Борха, 7-го герцога Гандия, и его жены Артемиды Дориа Каррето. Как наследник герцогства Гандия, его отец дал ему титул маркиза де Ломбай в качестве титула учтивости. 8 июня 1611 года он был посвящен в рыцари Ордена Сантьяго.
4 сентября 1614 года он был назначен комендадором Кальсадильи, а 17 января 1615 года учитель Гонсало Пеньякаррильо, почетный капеллан короля, передал ему во владение эту должность в церкви Сантьяго в Мадриде. После смерти отца 13 февраля 1632 года он унаследовал все родовые владения и титулы, став 8-м герцогом Гандия. Его дядя Гаспар де Борха, кардинал Толедский, также назначил его своим преемником в его владениях, хотя он встретил сопротивление со стороны папства. Наконец, 13 апреля 1647 года герцог Гандия достиг соглашения с папой римским Иннокентием X, представленным кардиналом Хулио Роспильози, по которому он доставил 40 000 золотых эскудо, по 570 мараведи серебра в обмен на наследство примаса, владение которым он позже присоединил к своему родовому майорату.
18 февраля 1642 года он был назначен временным наместником Валенсии до прибытия герцога Аркоса Родриго Понсе де Леона, хотя временный характер его назначения не был зафиксирован в официальной канцелярии. Он официально въехал в Валенсию 12 марта следующего года. Имеются сведения о его вызове на валенсийские кортесы в 1645 году и о том, что в 1650 году он внес 3000 фунтов на расходы по взятию Тортосы.
Выйдя на пенсию в своих валенсийских поместьях, герцог Гандия был рукоположён в священники и получил степень доктора богословия. Первое крещение, которое он совершил, было в коллегиальной церкви Гандии 5 июня 1654 года раба из его дома, которому дали имя Хосе Франсиско Мигель Паскуаль. Он также отвечал за крещение своей внучки Артемиды 15 февраля 1657 года. Он умер в ночь на 12 октября 1664 года во дворце Гандия, незадолго до того, как ему исполнилось 69 лет, а 27-го числа того же месяца были открыты и опубликованы его последнее завещание, составленное 10 июля 1653 года, и приписка к нему, написанная в собственноручно за три дня до своей смерти, для чего он внес важные дополнения в семейное поместье и где назвал в качестве завещателей и душеприказчиков своих дядей Мельчора Сентельеса де Борха и Фернандо де Борха, своего секретаря Томаса де Каса и своего наследника маркиза де Ломбая, которому также была доверена опека над его младшими братьями. Он был похоронен 19 октября во францисканском одеянии в пантеоне Colegial de Gandia, где уже была похоронена его жена.

## Брак и потомство
Его супругой должна была стать Гиомар де Карденас-и-Корелья, 8-я графиня Консентайна и 6-я графиня Пуэбла-дель-Маэстре, которая умерла в начале 1613 года. Затем он безуспешно пытался жениться на принцессе Лотарингской, дочерью герцога Омальского, жившей в Брюсселе. 5 февраля 1618 года он женился в часовне дворца Дориа в Генуе на своей кузине Артемисе Марии Анне Терезе Гертрудис Дориа-и-Колонна (1604—1654). Артемиса была дочерью Андреа Дориа, принца Мельфи, маркиза Торриль и Сан-Стефано, и его жены, принцессы Джованни Колонны, дочери принца Пальяно.
В этом браке было двенадцать детей:
- Франсиско IV де Борха-и-Сентельес (21 июля 1626 — 15 января 1665), сменивший своего отца на посту 9-го герцога Гандии, 6-го маркиза Ломбай и 8-гоI графа Олива.
- Гаспар Франсиско де Борха-и-Дориа (род. 2 декабря 1629), который был каноником Патриархата Севильи и умер молодым.
- Мельчор Висенте де Борха-и-Дориа (род. 16 апреля 1635), который был архидиаконом в Хативе
- Артемиса Магдалена де Борха-и-Дориа (род. 9 апреля 1620), умершая молодой
- Хуана Франсиска де Борха-и-Дориа (род. 24 февраля 1625), умершая в детстве.
- Магдалена Франциска де Борха-и-Дориа (род. 16 декабря 1627 — 12 июня 1700), вышедшая замуж 14 июля 1642 года за Фелипе Франсиско Альберто де Линь, герцога и суверенного принца Аремберга, Аршота и Крой (1625—1674), принца Священной Римской империи
- Ценобия Мария де Борха-и-Дориа (род. 26 ноября 1628—1652), умершая в молодости
- Мария Луиза де Борха-и-Дориа (род. 8 сентября 1632), исповедовавшая себя монахиней в монастыре Францисканцев Дескальса в Гандиасе.
- Констанца Андреа де Борха-и-Дориа (род. 30 ноября 1633), монахиня
- Ана Херонима де Борха-и-Дориа (род. 26 апреля 1639), умершая вскоре после рождения.
- Ана Франсиска де Борха-и-Сентельяс Дориа-и-Колонна (22 апреля 1640 — июнь 1706), вышедшая замуж за Энрике Пиментеля Энрикеса де Гусмана, 5-го маркиза Тавара (ок. 1600—1663). Её вторым мужем стал Педро Антонио Фернандес Руис де Кастро и Португал, 10-й граф де Лемос
- Висента де Борха-и-Дориа, монахиня в монастыре Санта-Клара-де-Гандия.